# Khu bảo tồn thiên nhiên

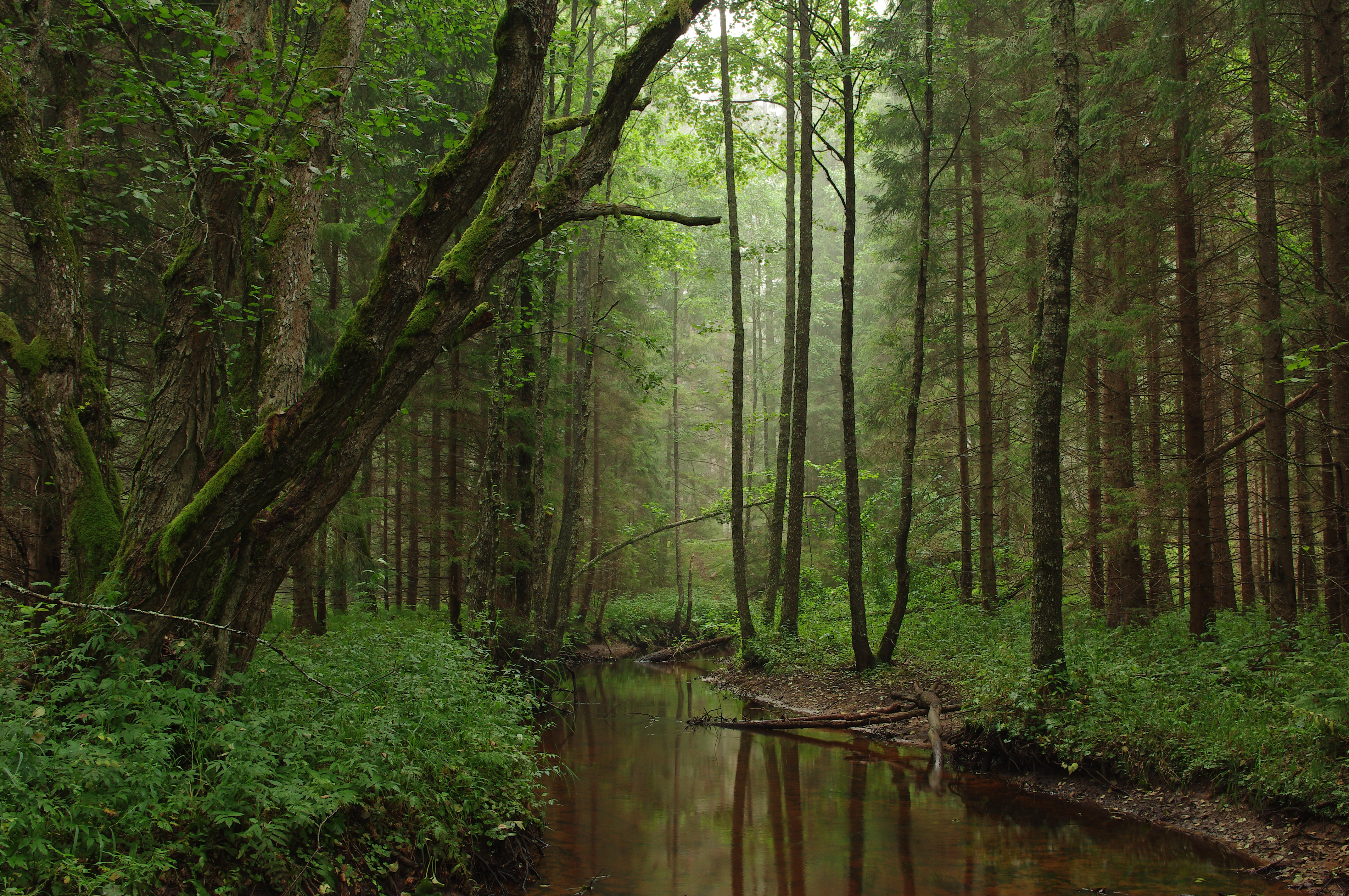
Khu bảo tồn thiên nhiên Tarvasjõgi

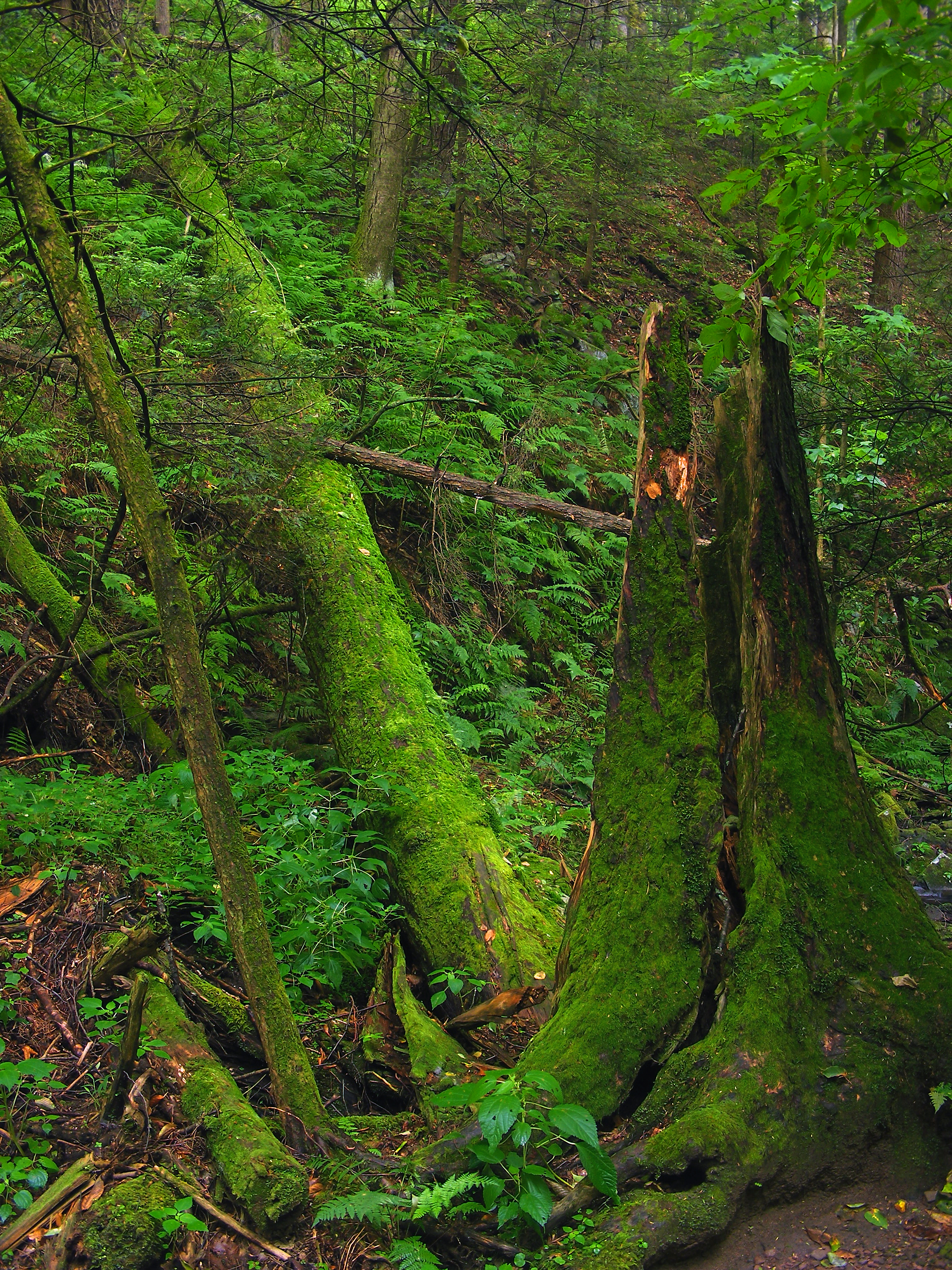
Rừng nguyên sinh được bảo tồn

Khu bảo tồn thiên nhiên là vùng đất hay vùng biển đặc biệt được dành để bảo vệ và duy trì tính đa dạng sinh học, các nguồn tài nguyên thiên nhiên, kết hợp với việc bảo vệ các tài nguyên văn hoá và được quản lý bằng pháp luật hoặc các phương thức hữu hiệu khác. Theo nghĩa hẹp, khu bảo tồn thiên nhiên còn gọi là khu dự trữ tự nhiên và khu bảo toàn loài sinh cảnh, là vùng đất tự nhiên được thành lập nhằm mục đích đảm bảo diễn thế sinh thái tự nhiên.

## Mục đích của các khu bảo tồn thiên nhiên
- Nghiên cứu khoa học;
- Bảo vệ các vùng hoang dã;
- Bảo vệ sự đa dạng loài và gen;

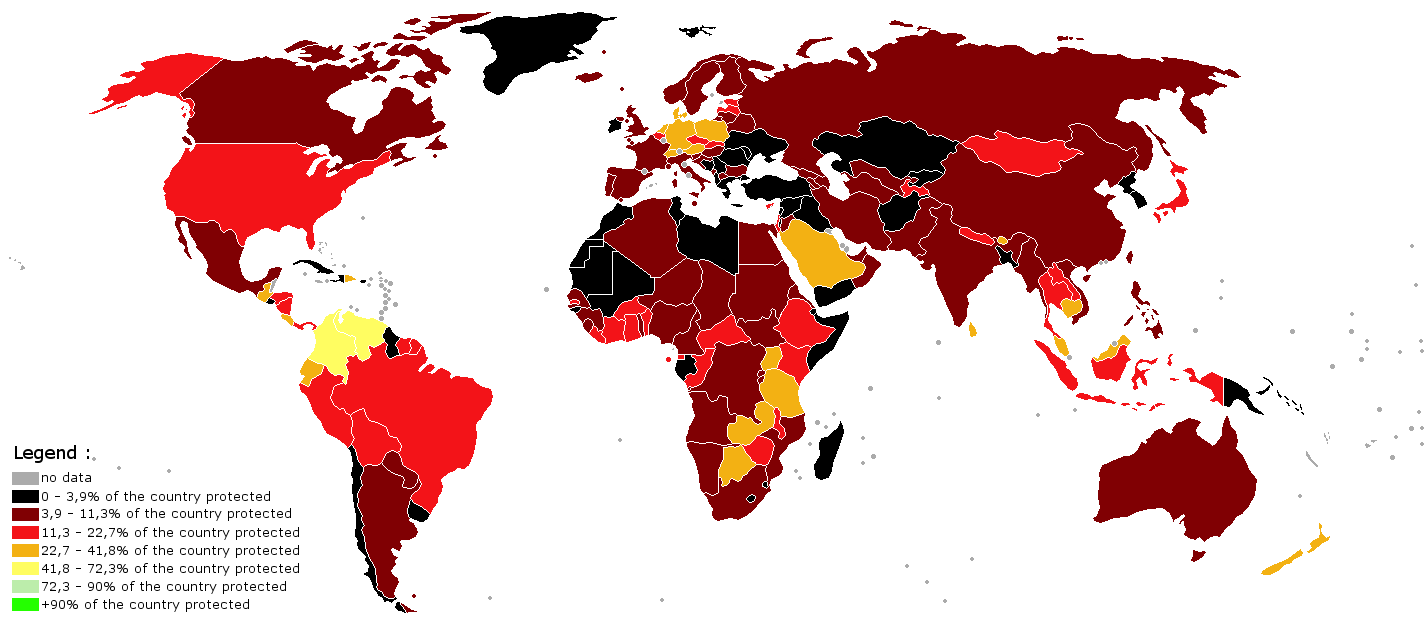
Bản đồ thế giới với tổng tỷ lệ phần trăm của khu vực được bảo hộ theo mỗi quốc gia

- Duy trì các lợi ích về môi trường từ thiên nhiên;
- Bảo vệ các cảnh quan đặc biệt về thiên nhiên và văn hoá;
- Sử dụng cho du lịch và giải trí;
- Giáo dục;
- Sử dụng hợp lý các tài nguyên từ các hệ sinh thái tự nhiên;
- Duy trì các biểu trưng văn hoá và truyền thống

Khu bảo tồn thiên nhiên là những khu được bảo vệ nghiêm ngặt, chỉ dành cho các hoạt động nghiên cứu khoa học, đào tạo và quan trắc môi trường. Các khu bảo tồn thiên nhiên này cho phép gìn giữ các quần thể của các loài cũng như các quá trình của hệ sinh thái không hoặc ít bị nhiễu loạn.

## Yêu cầu đối với khu bảo tồn thiên nhiên
- Vùng đất tự nhiên có dự trữ tài nguyên thiên nhiên và có giá trị đa dạng sinh học cao.
- Có giá trị cao về khoa học, giáo dục, du lịch.
- Có các loài động thực vật đặc hữu hoặc là nơi cư trú, ẩn náu, kiếm ăn của các loài động vật hoang dã quý hiếm.
- Đủ rộng để chứa được một hay nhiều hệ sinh thái, tỷ lệ cần bảo tồn trên 70%.

## Phân loại

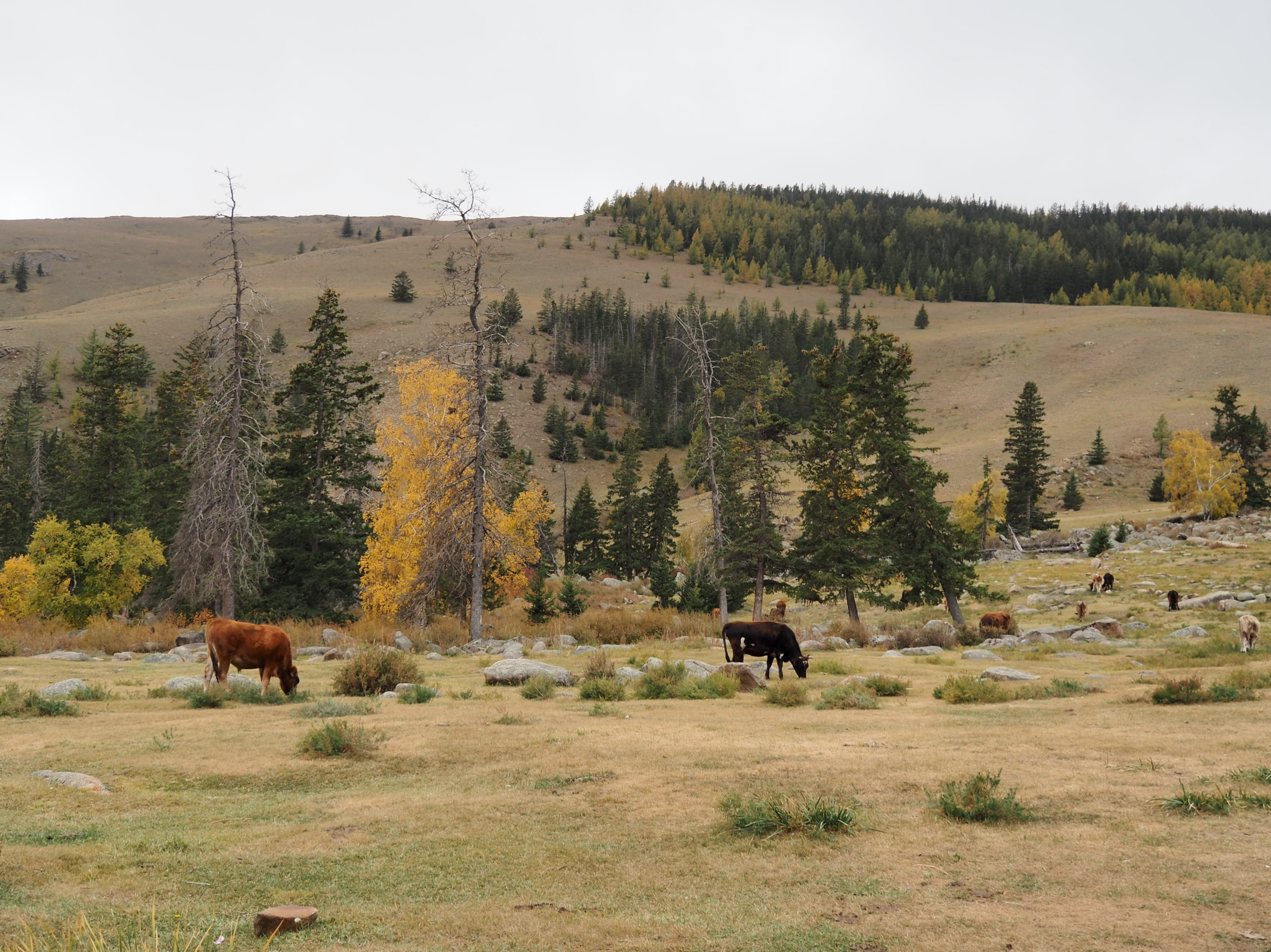
Khu vực núi Bogd Khan Uul, cao 2261 m tại phía nam thủ đô Ulaanbaatar, Mông Cổ là khu bảo tồn đầu tiên trên thế giới

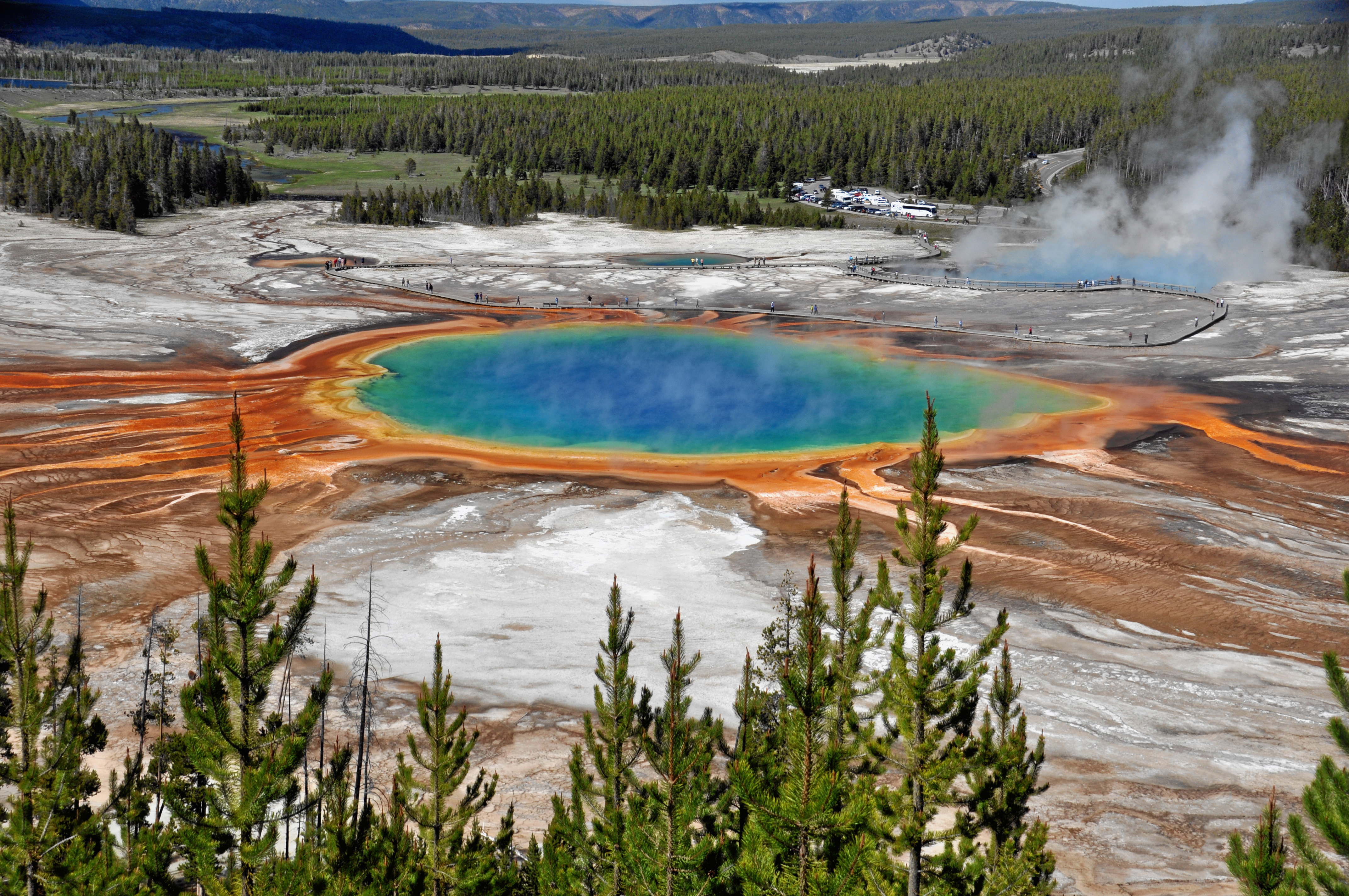
Vườn quốc gia Yellowstone, Mỹ là khu bảo tồn thứ nhì trên thế giới, từ năm 1872, bao gồm các lĩnh vực được phân loại như là một công viên quốc gia (loại II) và một khu vực quản lý loài/sinh cảnh (loại IV).

Theo IUCN (1994), hệ thống phân hạng khu bảo tồn thiên nhiên gồm có:
- Khu dự trữ thiên nhiên nghiêm ngặt/khu bảo vệ hoang dã: chủ yếu để nghiên cứu khoa học hay bảo vệ vùng hoang dã;

- khu dự trữ thiên nhiên nghiêm ngặt (tiếng Anh: Strict Nature Reserve): chủ yếu cho nghiên cứu khoa học;
- vùng hoang dã (Wildeness Area): chủ yếu để bảo vệ sự nguyên vẹn của vùng chưa có sự tác động của con người;

- Vườn quốc gia (National Park): chủ yếu bảo tồn hệ sinh thái và giải trí, du lịch;
- Khu bảo tồn thắng cảnh tự nhiên (National Monument/Natural Landmark): chủ yếu bảo tồn các cảnh quan độc đáo, có giá trị;
- Khu bảo tồn loài/sinh cảnh (Habitat/Species Management Area): chủ yếu bảo tồn các hệ sinh thái hoặc các loài bằng cách quản lý có sự can thiệp tích cực;
- Khu bảo tồn cảnh quan đất liền/biển (Protected Landscape/Seascape): bảo tồn phong cảnh thiên nhiên đẹp chủ yếu cho giải trí, du lịch;
- Khu bảo tồn kết hợp sử dụng bền vững tài nguyên (Managed Resource Protected Area): khu bảo tồn được quản lý để sử dụng hợp lý các hệ sinh thái tự nhiên.

### Khu bảo tồn thiên nhiên nghiêm ngặt/Khu bảo vệ động vật hoang dã

#### Khu bảo tồn thiên nhiên nghiêm ngặt

##### Định nghĩa[3]
Là khu đất và/hoặc biển có hệ sinh thái nổi bật hoặc tiêu biểu, có những nét đặc trưng về sinh
học hay địa chất học và/hoặc các loài chủ yếu dành cho nghiên cứu khoa học và/hoặc giám sát môi trường.

##### Mục tiêu quản lý[3]
- Để bảo tồn sinh cảnh, hệ sinh thái và các loài hầu như chưa bị tác động;
- Để bảo tồn nguồn gen sống động và đang tiến hoá;
- Để duy trì tiến trình sinh thái đã được thiết lập;
- Để gìn giữ cấu trúc cảnh quan hay những dãy núi đá;
- Để làm mô hình minh hoạ về môi trường tự nhiên cho công tác nghiên cứu khoa học, giám sát môi trường và giáo dục bao gồm cả các khu riêng biệt;
- Giảm thiểu tác động bằng việc lập quy hoạch cụ thể, tiến hành nghiên cứu và các hoạt động đã được phê duyệt;
- Hạn chế không cho người dân vào.

#### Khu bảo tồn thiên nhiên hoang dã

##### Định nghĩa
Là một khu đất có diện tích lớn và/hoặc vùng biển chưa bị hoặc ít bị tác động, còn giữ được các đặc điểm và ảnh hưởng của tự nhiên, được bảo vệ và quản lý nhằm mục đích bảo tồn các điều kiện tự nhiên.

##### Mục tiêu quản lý
- Để bảo đảm rằng các thế hệ tương lai có cơ hội hiểu biết và thưởng ngoạn các khu bảo tồn thiên nhiên còn chưa bị con người tác động trong một thời gian dài;
- Để duy trì các thuộc tính tự nhiên thiết yếu và chất lượng của môi trường trong thời gian dài;
- Để cho mọi người dân ở mọi cấp khác nhau có thể tiếp cận một loại hình mà loại hình này sẽ phục vụ tốt nhất lợi ích vật chất và tinh thần cho các du khách và gìn giữ được những nét đặc trưng của vùng hoang dã cho thế hệ hôm nay và mai sau; và
- Để giúp cho các cộng đồng các đân tộc thiểu số sống rải rác, cân bằng với các nguồn lực hiện có để duy trì lối sống của họ.

### Vườn quốc gia

#### Định nghĩa
Vùng đất liền và /hoặc biển tự nhiên được hoạch định để (a) bảo vệ tính toàn vẹn của một hay nhiều hệ sinh thái cho các thế hệ hôm nay và mai sau, (b) không được khai thác hay chiếm đoạt làm tổn hại đến mục tiêu đã hoạch định và (c) để làm cơ sở cho các hoạt động vui chơi, giải trí, khoa học, giáo dục, tinh thần của các du khách, tất cả các hoạt động này phải hài hoà giữa văn hoá và môi trường.

#### Mục tiêu quản lý
- Để bảo vệ các khu vực tự nhiên và cảnh quan có tầm quan trọng quốc gia và quốc tế phục vụ cho mục đích vui chơi, giải trí, giáo dục, nghiên cứu khoa học, đời sống tinh thần hay du lịch;
- Để duy trì một cách lâu dài hiện trạng tự nhiên, các minh hoạ đặc trưng của các vùng địa sinh học, quần thể sinh học, nguồn gen và các loài khác nhau, bảo đảm ổn định và đa dạng về sinh thái;
- Để quản lý khách du lịch trong việc sử dụng các dịch vụ vui chơi, giải trí, văn hoá, giáo dục sao cho vẫn duy trì được đặc điểm tự nhiên hoặc gần gũi với thiên nhiên,
- Để ngăn ngừa và sau đó chấm dứt các hoạt động khai thác và chiếm giữ làm tổn hại đến mục tiêu đã xác định;
- Duy trì và tôn trọng các giá trị sinh thái, địa mạo, thiêng liêng, hay thẩm mỹ đã được xác định;
- Quan tâm đến nhu cầu của người dân tộc bao gồm cả việc sử dụng nguồn tài nguyên từ trước đến nay của họ vì họ sẽ không gây tác động xấu đến các mục tiêu quản lý khác.

### Khu bảo tồn thắng cảnh tự nhiên

#### Định nghĩa
Là nơi có một hoặc nhiều đặc điểm văn hoá và tự nhiên có giá trị nổi bật hoặc độc đáo vì chúng quý hiếm, có tính đặc trưng giá trị thẩm mỹ hay văn hoá.

#### Mục tiêu quản lý
- Để bảo vệ hoặc bảo tồn những đặc trưng nổi bật và vĩnh cửu của tự nhiên, những nét độc đáo, tiêu biểu về tín ngưỡng.
- Cũng giống như các m?c tiêu trước, để tạo cơ hội cho mọi người nghiên cứu, giáo dục, tìm hiểu và đánh giá.
- Để ngăn chặn và chấm dứt các hoạt động khai thác hay xâm lấn làm tổn hại đến mục tiêu đề ra;
- Phổ biến thông tin cho mọi người dân về những lợi ích trên để thực hiện các mục tiêu quản lý.

### Khu bảo tồn Loài/Sinh cảnh

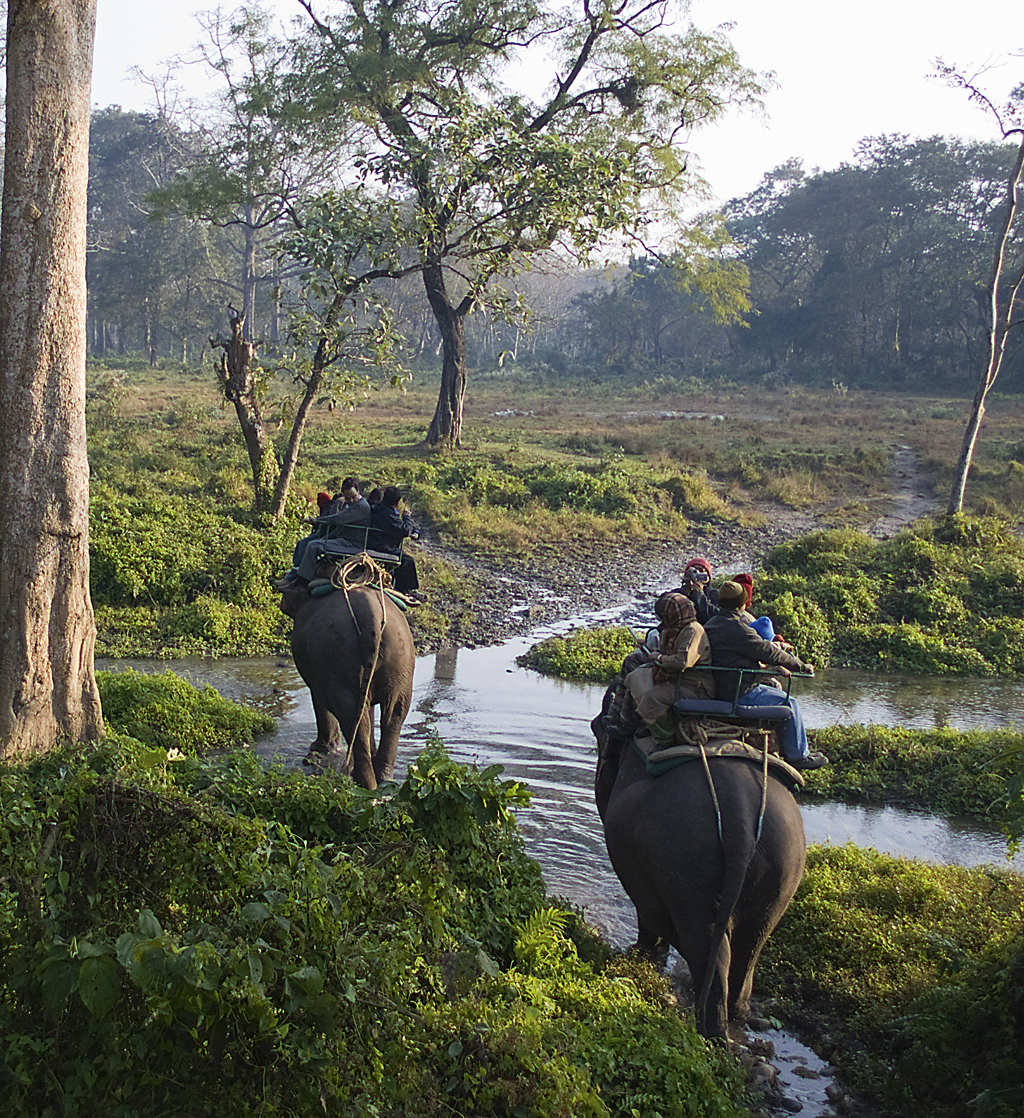
Vườn quốc gia Jaldapara ở chân núi Himalaya, Tây Bengal là khu vực bảo tồn loài/sinh cảnh (loại IV)

#### Định nghĩa
Là diện tích đất và/hoặc biển được khoanh vùng để tập trung quản lý nhằm duy trì các sinh cảnh và/hoặc đáp ứng các nhu cầu của các loài.

#### Mục tiêu quản lý
- Bảo đảm và duy trì các điều kiện sinh cảnh cần thiết để bảo vệ các loài quan trọng, các quần thể loài, khu sinh vật hoặc các đặc điểm tự nhiên, môi trường nơi mà những loài này cần có tác động của con người để quản lý được tối ưu.
- Tạo điều kiện cho công tác nghiên cứu khoa học và giám sát môi trường được coi là các hoạt động chủ yếu gắn với quản lý tài nguyên bền vững;
- Xây dựng các khu để giáo dục công dân, nâng cao nhận thức về đặc điểm sinh cảnh có liên quan và công tác quản lý động vật hoang dã;
- Ngăn chặn và chấm dứt các hoạt động khai thác hay lấn chiếm làm tổn hại đến mục đích đã hướng;
- Phổ biến những lợi ích trên cho mọi người sống trong khu bảo tồn, phù hợp với các mục tiêu quản lý khác.

### Khu bảo tồn cảnh quan đất liền/cảnh quan biển

#### Định nghĩa
Là diện tích đất có biển và bờ biển, nơi qua bao năm tháng sự tương tác giữa con người và tự nhiên đã tạo nên một vùng đất có tính đặc thù riêng cùng với nó là những giá trị văn hoá, sinh thái và/hoặc thẩm mỹ và thông thường có tính đa dạng sinh học cao. Bảo vệ sự toàn vẹn của mối tương tác lâu đời này là điều sống còn để bảo vệ, duy trì và phát triển khu bảo tồn này.

#### Mục tiêu quản lý
- Duy trì mối tương tác hài hoà giữa thiên nhiên và văn hoá bằng cách bảo vệ cảnh quan đất và/hoặc cảnh quan biển và tiếp tục sử dụng đất đai truyền thống, xây dựng các chuẩn mực và giá trị van hoá và xã hội;
- Hỗ trợ đời sống và các hoạt động kinh tế sao cho hài hoà với thiên nhiên và bảo tồn các công trình văn hoá và xã hội của cộng đồng;
- Duy trì tính đa dạng của cảnh quan trên đất, sinh cảnh cùng với các loài và hệ sinh thái;
- Ngăn ngừa và chắm dứt các hoạt động và sử dụng đất đai không phù hợp với quy mô và/hoặc đặc điểm của vùng;
- Tạo cơ hội để cho người dân thưởng ngoạn thông qua các hoạt động vui chơi giải trí và du lịch có quy mô và loại hình phù hợp với đặc tính của vùng;
- Khuyến khích các hoạt động nghiên cứu khoa học và giáo dục để góp phần nâng cao phúc lợi cho người dân và bảo vệ môi trường cho các khu bảo tồn;
- Mang lại lợi ích và phúc lợi cho cộng đồng địa phương thông qua việc cung cấp các sản phẩm tự nhiên (chẳng hạn như lâm sản, hải sản) và dịch vụ (như nước sạch hoặc thu nhập từ các loại hình du lịch bền vững).

### Khu bảo tồn kết hợp sử dụng bền vững tài nguyên thiên nhiên

#### Định nghĩa
Là khu có các hệ sinh thái tự nhiên hầu như chưa bị tác động, được quản lý để bảo đảm bảo vệ được lâu dài và duy trì tính đa dạng sinh học, đồng thời bảo đảm cung cấp một cách bền vững các sản phẩm tự nhiên và dịch vụ để đáp ứng nhu cầu của cộng đồng. 

#### Mục tiêu quản lý
- Bảo vệ và duy trì lâu dài tính đa dạng sinh học và các giá trị thiên nhiên khác của khu bảo tồn;
- Tăng cường các hoạt động quản lý để bảo đảm sản xuất bền vững;
- Bảo vệ nguồn tài nguyên thiên nhiên khỏi các hoạt động sử dụng đất làm tổn hại đến tính đa dạng sinh học của khu bảo tồn;
- Góp phần vào phát triển vùng và quốc gia.

## Khu bảo tồn thiên nhiên trên thế giới
Năm 1997, trên toàn thế giới có khoảng 30.000 khu bảo tồn thiên nhiên, chiếm hơn 132 triệu ha, 8,84% diện tích đất liền.
Đến năm 2004, trên thế giới có hơn 100.000 khu bảo tồn thiên nhiên, chiếm 11,7% diện tích đất liền toàn thế giới. Vườn quốc gia chiếm số lượng và diện tích lớn nhất, tiếp đến là các khu bảo tồn loài và sinh cảnh.

## Khu bảo tồn thiên nhiên ở Việt Nam
xem thêm Khu bảo tồn tại Việt Nam và Danh sách khu bảo tồn Việt Nam

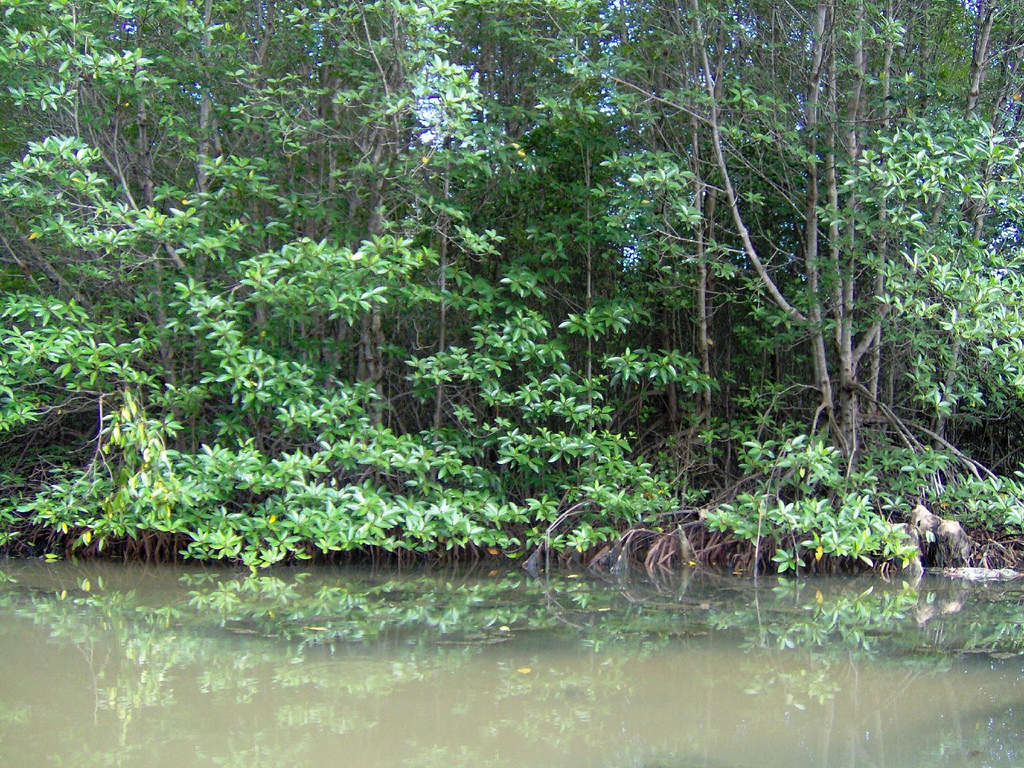
Khu dự trữ sinh quyển rừng ngập mặn Cần Giờ

Ở Việt Nam, vườn quốc gia Cúc Phương là khu bảo tồn thiên nhiên đầu tiên được thành lập vào năm 1962. Đến năm 1998, đã có danh mục 105 khu bảo tồn thiên nhiên, chiếm diện tích 2.092.466 ha, trong đó có 10 vườn quốc gia, 61 khu dự trữ thiên nhiên, bảo vệ các hệ sinh thái và các loài và 34 khu di tích văn hoá và lịch sử.
Đến năm 2008, hệ thống khu bảo tồn thiên nhiên của Việt Nam gồm 164 khu rừng đặc dụng (bao gồm 30 Vườn quốc gia, 69 khu dự trữ thiên nhiên, 45 khu bảo vệ cảnh quan, 20 khu nghiên cứu thực nghiệm khoa học) và 03 khu bảo tồn biển chứa đựng các hệ sinh thái, cảnh quan đặc trưng với giá trị đa dạng sinh học tiêu biểu cho hệ sinh thái trên cạn, đất ngập nước và trên biển.

## Các loại hình khu bảo tồn thiên nhiên khác
Một số loại hình khu bảo tồn thiên nhiên khác được ghi nhận trong danh sách của Liên hợp quốc mà thực chất là những danh hiệu khu vực và quốc tế.

### Khu Dự trữ sinh quyển thế giới
Khái niệm khu dự trữ sinh quyển đã được UNESCO phê chuẩn năm 1995. Đây là nơi tạo điều kiện cho sự gặp gỡ giữa con người và thiên nhiên, hài hoà giữa nhu cầu phát triển và mục tiêu bảo tồn. Các khu dự trữ sinh quyển được xem là nơi lý tưởng để thử nghiệm và áp dụng các cách tiếp cận phát triển bền vững, tiếp cận hệ sinh thái, trong đó có sự hài hoà giữa con người và thiên nhiên, giữa các mục tiêu kinh tế, xã hội và môi trường, qua đó đảm bảo các yếu tố cho sự phát triển bền vững.
Hiện tại Việt Nam, đến năm 2009 đã có 8 khu dự trữ sinh quyển thế giới được UNESCO (xem thêm: Khu dự trữ sinh quyển tại Việt Nam).

### Di sản thiên nhiên thế giới
Các khu Di sản thiên nhiên thế giới thường trùng với các khu bảo tồn thiên nhiên.
Hiện tại Việt Nam có 2 khu Di sản thiên nhiên thế giới là Vịnh Hạ Long và Khu Phong Nha – Kẻ Bàng (trùng với Vườn Quốc gia Phong Nha - Kẻ Bàng).

### Khu RAMSAR
Các nước tham gia Công ước về các vùng đất ngập nước có tầm quan trọng quốc tế (viết tắt là RAMSAR) thành lập các khu bảo tồn thiên nhiên và sử dụng bền vững các vùng đất ngập nước có tầm quan trọng quốc tế được Công ước công nhận và đưa vào Danh sách các khu RAMSAR của thế giới. Hiện tại Việt Nam có 5 khu RAMSAR, đó là khu Xuân Thủy (tỉnh Nam Định) và khu Bầu Sấu thuộc Vườn quốc gia Cát Tiên, khu Ba Bể (tỉnh Bắc Kạn), vườn quốc gia Tràm Chim (tỉnh Đồng Tháp)và vườn quốc gia Mũi Cà Mau.Và Sắp tới sẽ là khu Côn Đảo

### Khu bảo tồn biển (MPA)
Trên thế giới, các khu bảo tồn biển đã xuất hiện từ lâu. Năm 1913, Khu bảo tồn biển đầu tiên được thành lập tại Công viên quốc gia Cabrillo, California và đến cuối năm 2013, Hoa Kỳ đã có hơn 1.700 khu bảo tồn biển. Theo WWF, tính đến 2015 đã có 4% diện tích biển được bảo tồn. Tại Việt Nam, khu bảo tồn biển được định nghĩa là loại hình khu bảo tồn thiên nhiên, được xác lập ranh giới trên biển, đảo, quần đảo, ven biển để bảo vệ đa dạng sinh học biển. Chức năng bảo vệ đa dạng sinh học biển luôn được nhấn mạnh như một chức năng quan trọng nhất của các khu bảo tồn biển bởi chúng tạo môi trường, sinh cảnh thuận lợi để các loài cá, sinh vật sinh trưởng và phát triển. Bên cạnh đó, việc hình thành và phát triển các khu bảo tồn biển còn giúp tăng lượng cá đánh bắt được cả về số lượng và chất lượng ở các ngư trường xung quanh, tạo sinh kế ổn định cho người dân địa phương, đồng thời góp phần chống lại các tác động tiêu cực của biến đổi khí hậu và các thảm họa thiên nhiên trên biển.
Định hướng mở rộng khu bảo tồn biển: Năm 2010, Thủ tướng Chính phủ đã việc phê duyệt Quy hoạch hệ thống khu bảo tồn biển Việt Nam đến năm 2020. Nghị quyết TW 36 với mục tiêu đến hết giai đoạn 2020-2025 thiết lập và đưa vào hoạt động 16 khu bảo tồn biển và đến năm 2030, có ít nhất 4% diện tích vùng biển Việt Nam nằm trong các khu bảo tồn biển và khoảng 30% diện tích của từng khu bảo tồn biển được bảo vệ nghiêm ngặt. Hiện nay đến hết 2019 Việt Nam mới có 11/16 khu bảo tồn biển được thành lập, gồm: Cát Bà, Bạch Long Vỹ, Cồn Cỏ, Cù Lao Chàm, Vịnh Nha Trang, Núi Chúa, Hòn Cau, Côn Đảo, Phú Quốc. Các khu bảo tồn này đã phát huy vai trò quan trọng trong việc bảo vệ sinh thái – môi trường biển, thúc đẩy phát triển kinh tế biển, cải thiện sinh kế của cộng đồng ngư dân các địa phương ven biển và cung cấp cơ sở pháp lý cho việc đấu tranh bảo vệ an ninh chủ quyền quốc gia trong phạm vi vùng đặc quyền kinh tế của nước ta, đồng thời giải quyết các vấn đề môi trường xuyên biên giới trong vùng Biển Đông mà các nước trong khu vực đang rất quan tâm.
Danh sách các khu bảo tồn biển (đã được duyệt)
- Cát Bà,
- Bạch Long Vỹ
- Cồn Cỏ,
- Cù Lao Chàm,
- vịnh Nha Trang,
- Núi Chúa,
- Hòn Cau,
- Côn Đảo
- Phú Quốc
- Lý Sơn
- Phú Quý